# PGC 320050
LEDA/PGC 320050 ist eine Galaxie im Sternbild Pfau am Südsternhimmel, die schätzungsweise 205 Millionen Lichtjahre von der Milchstraße entfernt ist. Vermutlich bildet sie gemeinsam mit IC 4696 ein gravitativ gebundenes Galaxienpaar.